# CEFIBA - Computadora Electrónica de la FIUBA

## Contexto de desarrollo
Comenzando en 1958 el Departamento de Electrónica de la Facultad de Ingeniería de la Universidad de Buenos Aires proyecta, diseña y construye una pequeña Computadora Electrónica transistorizada. Al momento de su presentación el  10 de agosto de 1962, las computadoras comerciales usaban válvulas electrónicas, lo que la convierte a la CEFIBA en la primera computadora transistorizada de América del Sur.
El ingeniero Humberto Ciancaglini, quien lideró el proyecto junto al ingeniero Felipe Tranco, publicó en 2009 que "el objetivo de la construcción de CEFIBA no era el de sustituir la utilización de computadoras comerciales, sino el dar una preparación profunda en los temas de técnicas digitales y del «hardware» a jóvenes ingenieros". Eso explica la audaz decisión de comenzar el diseño utilizando transistores, en lugar de las válvulas de vacío, comunes en la época.

## Características

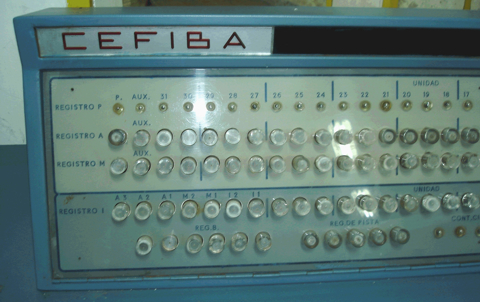
Primera computadora transistorizada de América del Sur, construida en 1962 por Humberto Ciancaglini y equipo, para la Facultad de Ingeniería (Universidad de Buenos Aires, Argentina)

La CEFIBA es binaria (no BCD) con un tamaño de palabra de 32 bits.[cita requerida] Para el almacenamiento volátil se usó cilindro magnético, unidad comercial de origen británico, con capacidad de almacenamiento 4096 palabras. La entrada/salida de datos y programa se realizaba via  cintas perforadas.
El costo de fabricación del prototipo se estimó en $75,000.00.